# Кубок наслідного принца Катару 2007
Кубок наслідного принца Катару 2007 — 13-й розіграш турніру. Матчі відбулися з 29 квітня по 5 травня 2007 року між чотирма найсильнішими командами Катару сезону 2006—07. Титул переможця змагання виборов клуб Ас-Садд, котрий з рахунком 2:1 переміг у фіналі Аль-Гарафа.
| Володар Кубка наслідного принца Катару 2007 |
| ------------------------------------------- |
|                                             |
| Ас-Садд Четвертий титул                     |

## Формат
У турнірі взяли чотири найуспішніші команди Чемпіонату Катару 2006-07.
- Чемпіон — «Ас-Садд»
- Віце-чемпіон — «Аль-Гарафа»
- Бронзовий призер — «Умм-Салаль»
- 4 місце — «Ар-Райян»

## Півфінали

### Перші матчі
| 29 квітня 2007 18:30 (EEST) |

| Ас-Садд | 0:0      | Ар-Райян |
| ------- | -------- | -------- |
|         | Протокол |          |

|  |

| 29 квітня 2007 20:30 (EEST) |

| Аль-Гарафа      | 1:0      | Умм-Салаль |
| --------------- | -------- | ---------- |
| Аала Хубаїл 34' | Протокол |            |

|  |

### Повторні матчі
| 2 травня 2007 18:30 (EEST) |

| Умм-Салаль | 0:4      | Аль-Гарафа                                               |
| ---------- | -------- | -------------------------------------------------------- |
|            | Протокол | Хамід 63' Рамон Менезес 72' Махмуд 90+2' Ель-Ассас 90+3' |

|  |

| 2 травня 2007 20:30 (EEST) |

| Ар-Райян | 0:3      | Ас-Садд                          |
| -------- | -------- | -------------------------------- |
|          | Протокол | Феліпе 17', 73' Емерсон Шейх 42' |

|  |

## Фінал
| 5 травня 2007 18:30 (EEST) |

| Аль-Гарафа             | 1:2      | Ас-Садд                        |
| ---------------------- | -------- | ------------------------------ |
| Аала Хубаїл 67' (пен.) | Протокол | Карлос Теноріо 40' (пен.), 80' |

|  |